# Jetix
Jetix (транскр.  Џетикс) био је светски дечји канал у власништву компанија Jetix Europe, Jetix Latin America и ABC Cable Networks Group. Jetix је такође био назив дечјих програмских шема састављених од акционих и авантуристичких играних и анимираних серија, које су углавном раније емитоване на каналу Fox Kids. 2009. године, Disney повлачи бренд Jetix и мења га са брендом Disney XD (односно Disney Channel у одређеним европским државама). Последњи канал Jetix је био у Русији и замењен је са каналом Disney Channel тек 10. августа 2010. године.
У Србији, Црној Гори, Северној Македонији и неким деловима Босне и Херцеговине канал се емитовао од 2008. до 3. октобра 2009. године, када га је заменио Disney XD. Канал је био у потпуности титлован од стране студија SDI Media.